# Heinrich Josten
Heinrich Josten, född 11 december 1893 i Malmedy, död 24 januari 1948 i Kraków, var en tysk SS-Obersturmführer och dömd krigsförbrytare. 

## Biografi
Josten inträdde 1933 i Nationalsocialistiska tyska arbetarepartiet (NSDAP) och Schutzstaffel (SS). Från 1939 tillhörde han Waffen-SS och kommenderades samma år till koncentrationslägret Flossenbürg. Efter att ha stridit med ett Waffen-SS-regemente och tjänstgjort i koncentrationslägret Sachsenhausen anlände han i juni 1940 till Auschwitz. Till en början var han bland annat Kommandoführer och chef för 2:a och 3:e vaktmanskapet.
Från oktober 1943 till evakueringen av lägret i januari 1945 tjänstgjorde Josten som andre Schutzhaftlagerführer. Hans överordnade var Franz Hössler, som var förste Schutzhaftlagerführer. Josten förde befäl över olika arkebuseringsenheter.
Efter evakueringen av Auschwitz utsågs Josten till lägerchef i Außenlager Boelcke-Kaserne, ett av Mittelbau-Doras satellitläger. I detta läger avled tusentals fångar på grund av undernäring och vanvård. Kort innan lägret befriades av amerikanska trupper, gav sig Josten och andra SS-män av till Bergen-Belsen, där han greps i april 1945.
Josten utlämnades till Polen och ställdes tillsammans med 39 andra misstänkta krigsförbrytare inför rätta vid Auschwitzrättegången i Kraków år 1947. Josten dömdes till döden den 22 december 1947 och avrättades genom hängning den 24 januari 1948.